# Sales Oliveira
Sales Oliveira este un oraș în São Paulo (SP), Brazilia.